# Jean-Baptiste Thil
Pour les articles homonymes, voir Thil.
Jean-Baptiste Thil (1781-1849) est un homme politique français. Il est plusieurs fois député du Calvados.

## Biographie
Jean-Baptiste Thil est né à Caen le 15 décembre 1781. Il fait des études de droit à Rouen et devient avocat. En 1824, il est nommé conseiller à la cour de cassation mais refuse d'y siéger. Il se présente alors aux élections législatives en Seine-Inférieure où il est élu député. En 1830, il devient procureur général près la cour de Rouen. Mais le fait d'être à la fois député et procureur de la même circonscription est incompatible. Il se présente alors dans la circonscription  de Pont-l'Évêque.
Il meurt à Paris le 2 janvier 1849.

## Sources
- « Jean-Baptiste Thil », dans Adolphe Robert et Gaston Cougny, Dictionnaire des parlementaires français, Edgar Bourloton, 1889-1891 [détail de l’édition]